# 結晶化

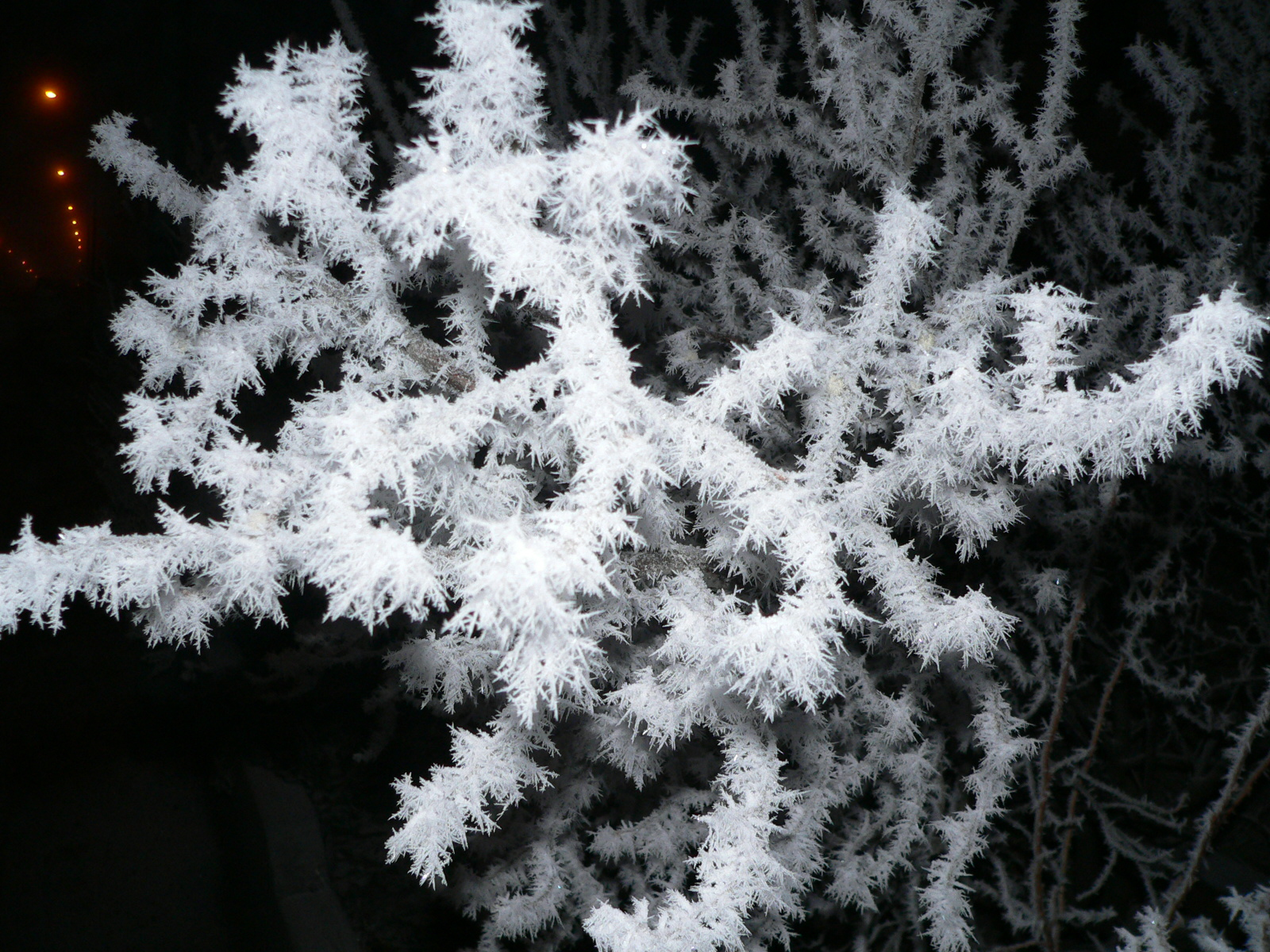
木の枝の上にできた霜の結晶

結晶化（けっしょうか、英: crystallization）は、均一な溶液から固体の結晶が生成する、自然、または人為的な過程である。化学では、固体と液体を分離する技術のひとつ。　

## 機構
結晶化は核形成と結晶成長という2つの段階からなる。

### 核形成
核形成は、溶液中に分散している溶質分子が集まり、数ナノメートル程度の大きさのクラスター（集団）を作る段階である。微小な領域での濃度の増加が起こり、クラスターが十分に安定な条件が整うと、この段階が始まる。出来上がったクラスターは、結晶の核となるが、不安定な場合は解離してしまう。安定な核となるためには、ある程度の大きさを超えなければならないが、その大きさは溶液が置かれている条件（温度、過飽和、不純物など）によって決まる。原子が規則的・周期的に配列し、結晶構造が決定されるのもこの段階である。ここでいう「結晶構造」とは、原子の配置の様式を意味する語であり、出来上がる結晶の塊の大きさや形のことではない。

### 結晶成長
結晶成長では、出来上がった核が成長する。過飽和状態が続く限り、核形成と結晶成長は進行し続ける。過飽和は結晶化の駆動力であるため、核形成と結晶成長の速さは溶液の過飽和度が高いほど加速される。条件によっては、核形成と結晶成長のうちのいずれかが支配的になるため、結果として、大きさや形の異なる結晶が得られる。医薬品などの工業的な製造過程においては、結晶の大きさ・形状のコントロールが重要な課題の1つである。過飽和状態が終わると、溶液は固–液相平衡に達し、結晶化は完了する。条件が変化して平衡が破れ、溶液が過飽和状態になれば、再び結晶化が始まる。

## 自然界における結晶化

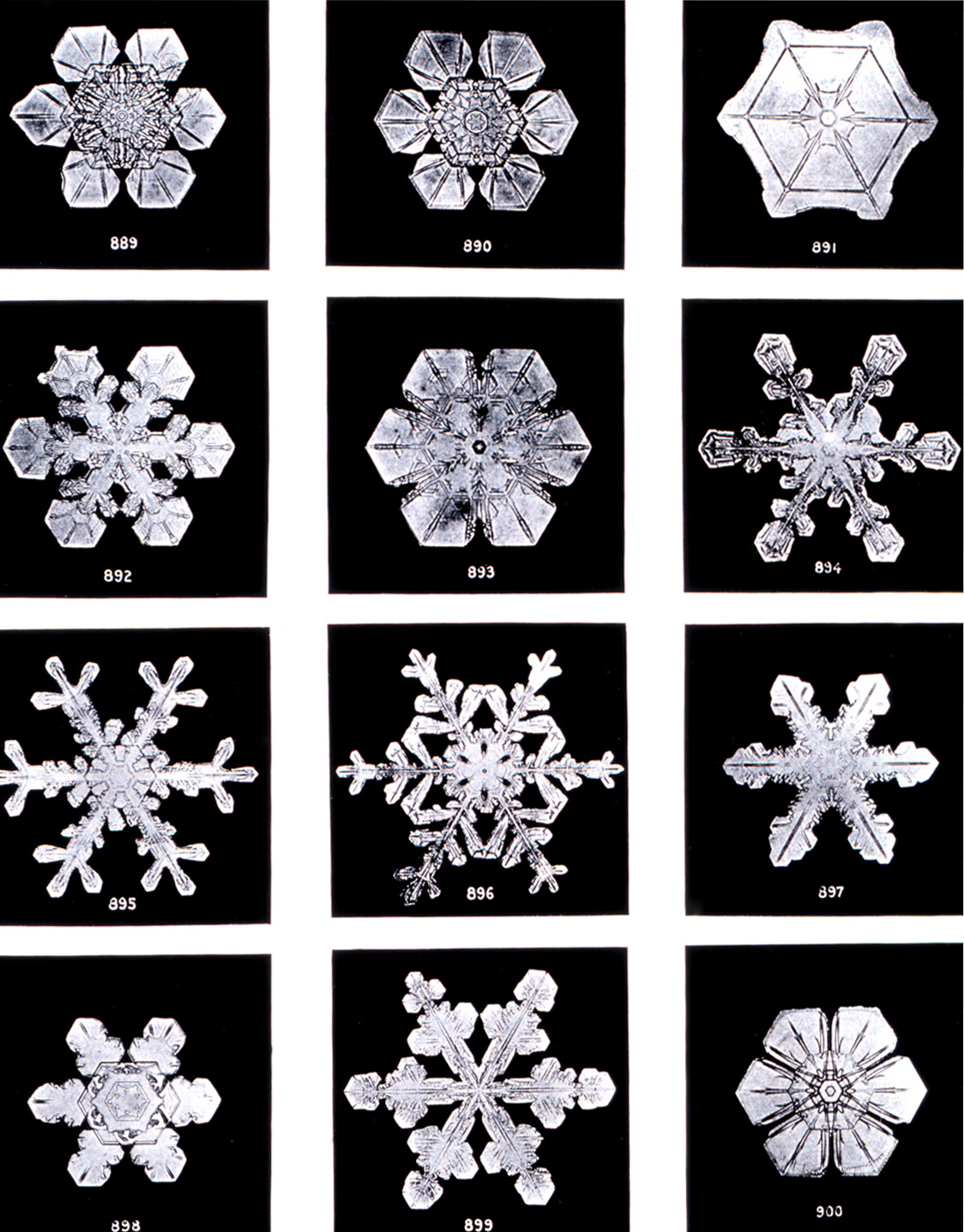
雪の結晶は結晶成長の条件によって幾何学形状が異なることで良く知られる

結晶化を含む過程は自然界には数多く存在する。以下に例を挙げる。
- 鉱物の結晶化（宝石も参照）。
- 鍾乳石や石筍の形成。
- 雪の結晶（コッホ曲線も参照）。

## 化学
結晶化が起こるためには、溶液は過飽和していなければならない。すなわち、平衡状態における濃度よりも多くの溶質（分子またはイオン）を含んでいる必要がある。そのような状態を起こす一般的な方法に以下がある。
- 溶液を冷却する
- 溶質の溶解度を減少させるような新たな溶媒を加える（この技法は貧溶媒添加晶析として知られる）
- 化学反応を起こす
- 水素イオン指数 (pH) を変化させる

溶媒をゆっくりと蒸発させる、といった方法もとられる。
手順としては、溶媒を選択し、そこへ溶かし、脱色し、個体を除去し、結晶化し、結晶を集め洗って乾燥させる。まず溶媒の選択にあたり、不純物を全く溶かさないか、非常によく溶かすため、結晶化することができない性質を持ち、化学反応を起こさず、理想的には不燃性、無毒、安価で、揮発性が高いなど最終的に除去しやすいものである。
溶質を溶解させるにはビーカーではなく三角フラスコを用い、可燃性の溶媒の時には火を使わず、熱板（またマントルヒーター・電気フラスコヒーター）などで温め、溶媒をかきまぜたり、グルグルとふることで溶解を促しながら、溶質が溶けるまで溶媒を加えていく。（溶解度も参照）不溶性の不純物は溶けない。着色があり、もし脱色するには従来は活性炭の粉を使ったが、濾過しきれず溶液も黒ずむため、Noritなど粒・球状の活性炭のほうが適しており、活性炭を加えてから数分間沸騰し（逆では吹きこぼれる）、必要以上に活性炭を加えると不純物以外も吸着する。次いで不純物が多ければ濾過であり、容器を傾けて溶液を移し替え不純物だけを残すとか（デカンテーション）、漏斗とろ紙を使う。
最後に室温に冷やし結晶化させ、結晶化を促すために種結晶（目的とする物質）を加えたり、ガラス棒で容器をこすったり、さらに冷却する。結晶化が完了したら、結晶を冷却した溶媒で洗い、乾燥させる。
結晶が不純であれば精製し、再結晶化したり、時には昇華させる。結晶化しない場合、抽出によって単離する。